# Stootoever

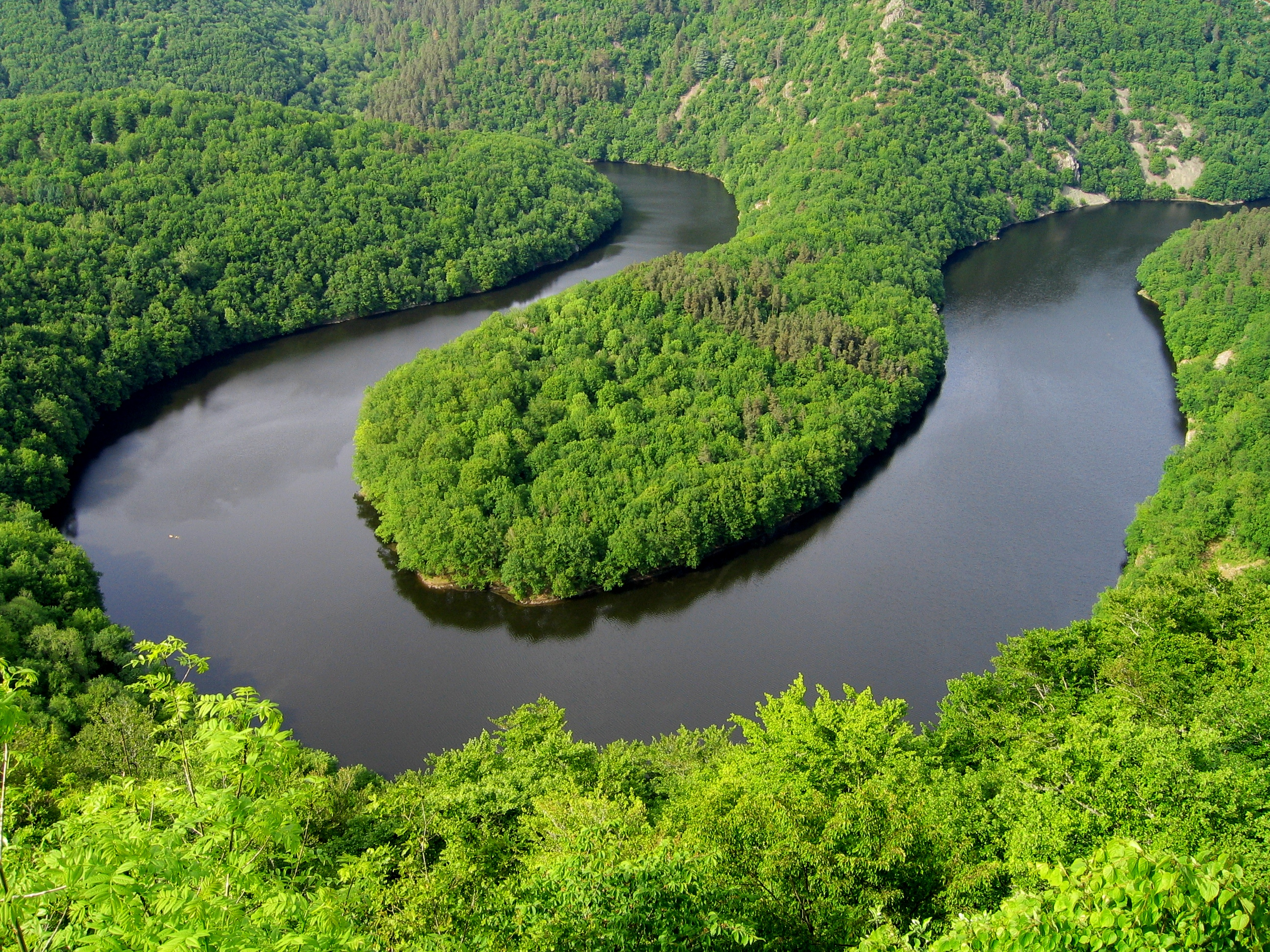
Een stootoever van de Sioule nabij de gemeente Queuille in Frankrijk.

Stootoever (ook wel de holle oever genaamd) is de benaming voor de oever van een rivier of beek waar de stroming van het water vlak bij loopt.
Deze oever vormt als het ware de buitenbocht van de rivier.
Door de nabijheid van de stroming is de oever gevoelig voor afkalving. Als de oever niet wordt beschermd, zal de oever instorten. De in het water gevallen grond wordt met de stroming meegevoerd en elders, waar de stroming gering is, afgezet.
De stootoever heeft een steil talud.
Bij grote rivieren wordt de stootoever beschermd door het aanleggen van kribben of strekdammen die dwars vanuit de oever de rivier in steken. Hierdoor wordt de hoofdstroom verder naar het midden van het rivierbed verlegd.